# Phaeoura charon
Phaeoura charon är en fjärilsart som beskrevs av Druce 1898. Phaeoura charon ingår i släktet Phaeoura och familjen mätare. Inga underarter finns listade i Catalogue of Life.